# Enrique Martínez (actor)
Enrique Martínez Muñoz (n. Alcantarilla, 28 de junio de 1961) es un actor español de cine, teatro y televisión.

## Biografía
Enrique Martínez Muñoz nació en Alcantarilla (Murcia) en el año 1961. Hijo de Diego Martínez e Isabel Muñoz, a su familia la apodaban «Los Laureanos». «He pasado) toda mi vida alcantarillera viviendo en el barrio de Campoamor, en concreto en la calle Mayor».[cita requerida]
Enrique estudió Educación General Básica en el Colegio de Campoamor y el Bachillerato en el Instituto Francisco Salzillo de Alcantarilla. Físicamente, llama la atención su cabellera pelirroja, su piel muy clara y sus abundantes pecas.
Desde joven ha hecho teatro, cine y televisión.
Ha protagonizado una de las series de mayor éxito de Antena 3, Los hombres de Paco, con Paco Tous o Hugo Silva, entre otros.

## Filmografía
| Año  | Título                    | Personaje                         | Director                                             |
| ---- | ------------------------- | --------------------------------- | ---------------------------------------------------- |
| 1992 | La marrana                | Criado Judío                      | José Luis Cuerda                                     |
| 1996 | El ramo de flores         | Florista                          | Carlos Gras                                          |
| 1997 | El pliegue del hipocampo  | Doctor MacAlf                     | Covadonga Icaza                                      |
| 1997 | Tranvía a la Malvarrosa   | Cureillista                       | José Luis García Sánchez                             |
| 1997 | Al límite                 | Desconocido                       | Eduardo Campoy                                       |
| 1998 | Sacrificio                | Rey Blanco                        | Covadonga Icaza                                      |
| 1998 | Señores de Gardenia       | Desconocido                       | Antoni Aloy                                          |
| 2000 | Atraco en la gran final   | Ladrón                            | Dany Campos                                          |
| 2000 | El corazón del guerrero   | Seguridad hotel 2                 | Daniel Monzón                                        |
| 2002 | La caja 507               | Pichín Rivera                     | Enrique Urbizu                                       |
| 2002 | 800 balas                 | Arrastrado                        | Álex de la Iglesia                                   |
| 2003 | La vida mancha            | Visitador del Círculo de Lectores | Enrique Urbizu                                       |
| 2003 | Slam                      | Slam                              | Miguel Martí                                         |
| 2003 | Expreso nocturno          | Interventor                       | Imanol Ortiz López                                   |
| 2004 | Mala uva                  | Cándido                           | Javier Domingo                                       |
| 2004 | Crimen ferpecto           | Pepón                             | Álex de la Iglesia                                   |
| 2006 | La habitación del niño    | Eslavo                            | Álex de la Iglesia                                   |
| 2006 | La noche de los girasoles | Julián Murillo                    | Jorge Sánchez-Cabezudo                               |
| 2006 | Alatriste                 | Bravo                             | Agustín Díaz Yanes                                   |
| 2006 | Goya's Ghosts             | Monje del mensaje                 | Milos Forman                                         |
| 2006 | La caja Kovak             | Michael                           | Daniel Monzón                                        |
| 2010 | El Pato                   | Raúl                              | José J. Lacárcel, Salvador Serrano, Juan F. Cárceles |
| 2015 | Mi gran noche             | Vestuario 1                       | Álex de la Iglesia                                   |
| 2015 | Regreso al horizonte      | El Colorao                        | Juan Manuel Chumilla-Carbajosa                       |
| 2017 | Los del túnel             | Esteban                           | Pepón Montero                                        |
| 2017 | Pieles                    | Oliver                            | Eduardo Casanova                                     |
| 2021 | Las leyes de la frontera  | Gurú                              | Daniel Monzón                                        |

## Series de televisión
| Año         | Serie                               | Personaje                 | Cadena    | Notas         |
| ----------- | ----------------------------------- | ------------------------- | --------- | ------------- |
| 2001        | ¡Ala... Dina!                       | Vendedor puesto callejero | Antena 3  | 1 episodio    |
| 2002        | El comisario                        |                           | Telecinco | 1 episodio    |
| 2003        | Hospital Central                    | Adolfo                    | Telecinco | 1 episodio    |
| 2005 - 2009 | Los hombres de Paco                 | Enrique "Quique" Gallardo | Antena 3  | 104 episodios |
| 2008 - 2009 | Plutón B.R.B. Nero                  | Hoffman                   | La 2      | 26 episodios  |
| 2012        | Isabel                              | Luis de Acuña             | TVE       | 1 episodio    |
| 2013        | La que se avecina                   | Secun                     | Telecinco | 1 episodio    |
| 2013        | Las aventuras del Capitán Alatriste | Rafael de Cózar           | Telecinco | 13 episodios  |
| 2015        | Olmos y Robles                      | Celedonio Garrido         | TVE       | 1 episodio    |
| 2018        | Águila Roja                         | Cura                      | TVE       | 1 episodio    |
| 2016 - 2018 | Centro médico                       | Juanjo Martínez           | TVE       | 842 episodios |
| 2019 - 2020 | Justo antes de Cristo               | Sacerdote Tracio          | Movistar+ | 3 episodios   |
| 2020        | 30 monedas                          | Ramiro                    | HBO       |               |
| 2023        | Poquita fe                          | Riki                      | Movistar+ | 12 episodios  |

- Datos: Q5833557